# Cassipourea ceylanica
Cassipourea ceylanica là một loài thực vật có hoa trong họ Rhizophoraceae. Loài này được (Gardner) Alston mô tả khoa học đầu tiên năm 1922.